# Дубровка (Малмыжский район)
Дубровка — деревня в Малмыжском районе Кировской области. Входит в состав Арыкского сельского поселения. 

## География
Находится на левобережье Вятки на расстоянии примерно 7 километров по прямой на восток-северо-восток от районного центра города Малмыж.

## История
Известна с 1915 года. В 1926 году в ней учтено дворов 9 и жителей 48, в 1950 37 и 141 соответственно. В 1989 году учтено 9 жителей.

## Население
Постоянное население  составляло 3 человека (русские 100%) в 2002 году, 3 в 2010.